# Plouguerneau
Plouguerneau (tiếng Breton: Plougerne) là một xã của tỉnh Finistère, thuộc vùng Bretagne, miền tây bắc Pháp.

## Dân số
Người dân ở Plouguerneau được gọi là Plouguernéens.